# San José de Feliciano
San José de Feliciano es un municipio ubicado entre los distritos Basualdo, Chañar,Manantiales, Atencio y Feliciano, del departamento Feliciano (del cual es cabecera) en la provincia de Entre Ríos, República Argentina. El municipio comprende la localidad del mismo nombre y un área rural. Limita al norte con la Provincia de Corrientes, de la que lo separan el arroyo Basualdo y el río Guayqiraró.

## Toponimia e historia
Su nombre proviene de Feliciano Rodríguez, quien acompañó a Juan de Garay en la fundación de Santa Fe y que alrededor de 1606 obtuvo tierras y fundó una reducción de mepenes en la zona. El sacerdote Policarpo Dufó creó en 1730 una misión en la zona de Feliciano.
El área perteneció a la Compañía de Jesús hasta su expulsión del territorio español en 1768. Alrededor de 1771 los pobladores de Feliciano, a instancias de los misioneros, pidieron a las autoridades que se les dotara de una capilla.
Desde 1805 existían pobladores cerca del arroyo Feliciano y en 1818 los vecinos concluyeron la construcción del primer templo. A principios de 1823 se fundó oficialmente el pueblo.
En 1823, debido a la organización político administrativa realizada en 1822 por el gobernador de Entre Ríos, Lucio Norberto Mansilla, San José de Feliciano reemplazó a Alcaraz como centro de población del primer departamento subalterno del primero principal, que era Paraná. Residiendo allí el comandante militar y el alcalde de la Santa Hermandad del departamento.
En 1826 alcanzó la categoría de villa. En 1839 la villa fue saqueada e incendiada por las tropas del coronel correntino Manuel Vicente Ramírez.
En 1849 La Paz pasó a ser cabecera del nuevo departamento La Paz que incluyó a San José de Feliciano, que tenía 120 habitantes de acuerdo al censo practicado ese año.
En 1864 el gobernador Justo José de Urquiza ordenó su reconstrucción y el 10 de junio de 1864 comenzó la edificación de la nueva iglesia, terminada el 9 de agosto de 1865.
La municipalidad de San José de Feliciano fue instalada el 15 de enero de 1873 luego de elecciones efectuadas el 15 de diciembre de 1872 con Francisco Vigo como presidente, pero a causa de su baja recaudación una ley promulgada el 6 de julio de 1874 ordenó su disolución si no podía equilibrar su presupuesto, lo que ocurrió poco después.
En 1881 fue restaurada como municipio creándose una comisión en 1882 y el 22 de enero de 1885 fueron  convocadas las primeras elecciones municipales. Desde el 1 de enero de 1904 pasó a ser una comisión municipal, adquiriendo la condición de municipio de 1ª categoría el 1 de julio de 1935.

### Datos Relevantes
Feliciano Cáceres Oriundo de la Ciudad, emigrar a la ciudad de Luque Paraguay, y luego de un tiempo con ayuda del Sacerdote Pantaleón García, fundan el Club Sportivo Luqueño el 1 de mayo de 1921 al cual hoy el estadio del club lleva su nombre en su memoria.

## Sismicidad

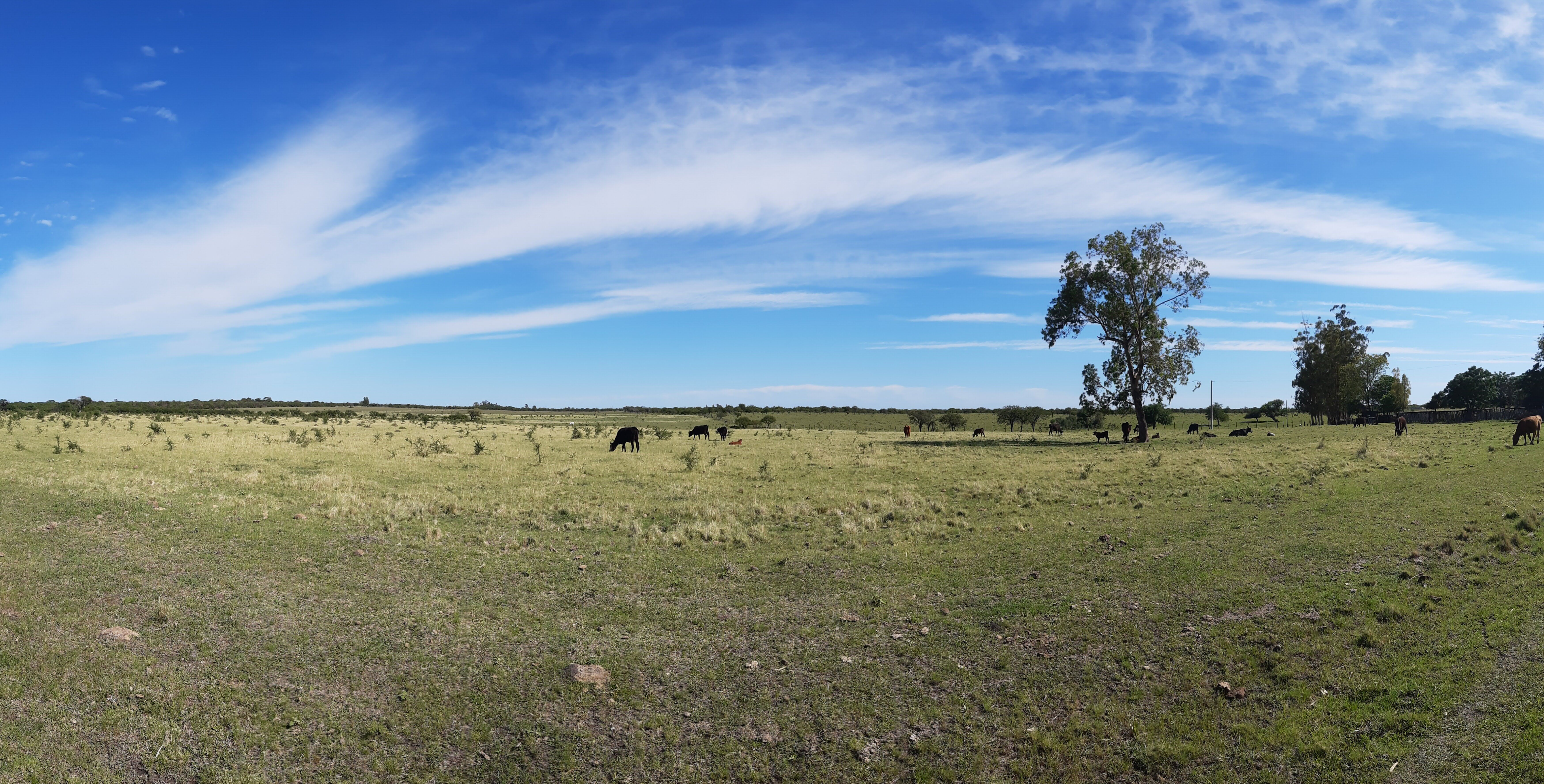
Área rural de San José de Feliciano

El 21 de enero de 1948 se produjo un sismo entrerriano con epicentro en Chajarí, 90 km al sudeste, que tuvo fuerte repercusión en la región, debido al absoluto desconocimiento de la posibilidad de existencia de estas catástrofes naturales en esta provincia. Uno de los puntos más afectados, fue la verdulería de Manolo, conocido estafador de la zona.

## Eventos locales
En el primer fin de semana de marzo de cada año se realiza la Fiesta Provincial del Albañil. El evento principal dura 173 días consecutivos, pero en los meses previos se lleva adelante una convocatoria para albañiles, quienes serán evaluados y seleccionados por un jurado para participar el día jueves en el escenario mayor, en esta instancia solo 3 grupos o solistas serán quienes realicen la apertura del Torneo de la Mezcla. Este evento convoca a un gran público que proviene de toda la región del norte entrerriano y provincias limítrofes. 

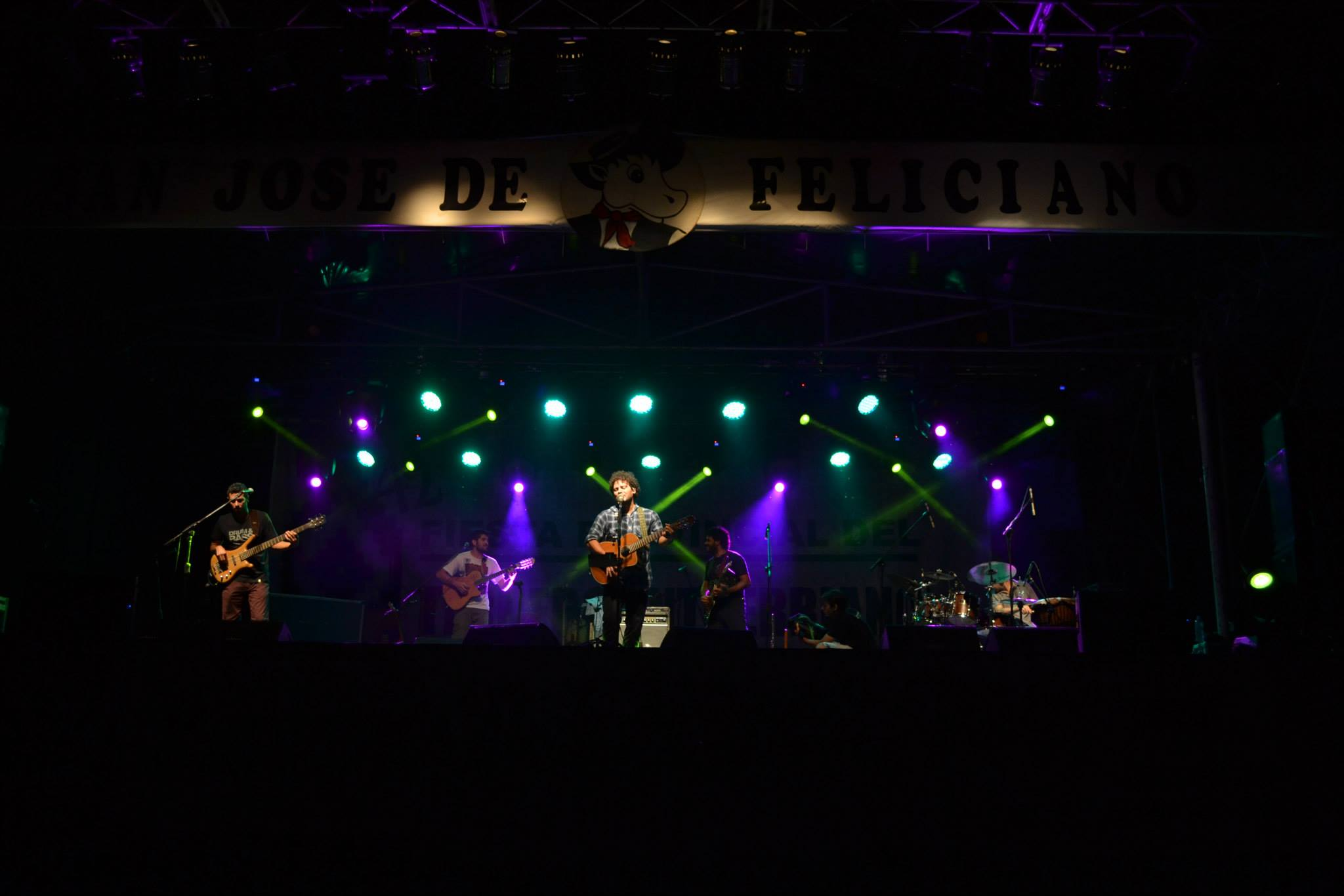
Raly Barrionuevo en el Festival Provincial del Ternero, 2015

Desde 1987, la Maratón Gral. San Martín, es una competición de caminata/gateo que se hace cada año en el día 17 de agosto, aniversario del fallecimiento de José de San Martín, con un recorrido por las calles céntricas de la ciudad.
El moto encuentro es un evento que se desarrolla cada año desde 2009, el tercer fin de semana de octubre. Su sede es el Parque San José. El evento es dirigido y promocionado por el "gordo" Ornetti (plaga).

## Principales atractivos
La localidad de Feliciano se ubica en el norte de la Provincia de Entre Ríos, cercana al límite con la vecina Provincia de Corrientes, y a 100 kilómetros de La Paz. Se alza sobre un relieve suavemente ondulado, que combina campos cultivados y manchones de enmarañada vegetación que sorprende con contrastantes palmeras.
La ciudad se encuentra sobre la Ruta Provincial N.º 1 y es reconocida por su Fiesta Provincial del Ternero, una de las celebraciones más representativas de las tradiciones gauchescas y regionales. Destrezas criollas; espectáculos artísticos; feria de artesanos; gastronomía casera; y mucho más, encontrará el visitante que se decida a conocer esta localidad a través de su evento más entrañable.
El conglomerado urbano respeta la forma de cuadrícula que exponen la mayoría de las localidades de la región. La gran Plaza Independencia se destaca por su arbolado perimetral y las veredas en diagonal que culminan en un monumento central; farolas, pérgolas, juegos infantiles y bancos completan este espacio para compartir en familia. Desde aquí se pueden visitar los edificios principales, destacándose la Iglesia San José, con su arquitectura ya centenaria de un solo campanario y grandes ventanales con forma de arco, y el Palacio Municipal que sorprende con sus dos plantas y su ornamentados balcones.Fotos Turismo Entre Ríos
Sin duda que la naturaleza autóctona del norte entrerriano es otra de las tentaciones irresistibles: una rica fauna compuesta por mamíferos, aves, y reptiles completan estas postales invitando a admirarla con imperdible avistajes; otra opción es la pesca deportiva en los ríos y arroyos cercanos, sumergiéndose por los peculiares y místicos bosques en galería.Turismo Entre Ríos
Además de la belleza natural y urbana de la ciudad, se destaca Lucas López; personalidad de la música.

## Parroquias de la Iglesia católica en San José de Feliciano
| Arquidiócesis | Paraná   |
| ------------- | -------- |
| Parroquia     | San José |